# Cephalophorus rubidus
Il cefalofo del Ruwenzori (Cephalophorus rubidus (O. Thomas, 1901), precedentemente Cephalophus rubidus) è una specie di cefalofo originaria dell'Africa centrale. Il suo areale è limitato al massiccio del Ruwenzori ed è uno dei pochi grandi mammiferi del continente africano a spingersi ad altitudini estremamente elevate, fino a 4200 metri sopra il livello del mare. Si distingue per il manto lanoso di colore bruno-rossastro intenso. Abbiamo a disposizione solo poche informazioni sul suo stile di vita. Per molto tempo è stato considerato una sottospecie del cefalofo dalla fronte nera, anch'esso presente nella regione, ma le analisi genetiche suggeriscono che si tratti di una specie indipendente. È stato descritto scientificamente all'inizio del XX secolo. Poiché il suo habitat è limitato prevalentemente al parco nazionale del Ruwenzori, la specie è considerata in pericolo di estinzione.

## Descrizione

### Aspetto
Il cefalofo del Ruwenzori è un cefalofo di medie dimensioni. Presenta una lunghezza testa-corpo di circa 75 cm, più una coda lunga circa 10 cm. L'altezza al garrese è di circa 45 cm, mentre il peso si aggira sui 15 kg. Ha un mantello fitto e piuttosto lanoso, con peli più lunghi e ruvidi sul collo. Il manto è lucido e presenta un colore bruno-rossastro intenso sul dorso che diventa sempre più chiaro sui fianchi. Una striscia bruna, formata da peli con punta bruno-rossastra e base bruna, corre lungo la linea mediana del dorso dalla nuca alla base della coda. Il ventre e il petto sono di colore biancastro, così come l'intero sottopelo. Il colore delle zampe anteriori corrisponde a quello del dorso, ma in corrispondenza delle articolazioni risaltano delle macchie marrone scuro. Le zampe posteriori, invece, zoccoli compresi, sono nere. A differenza di quelli del cefalofo dalla fronte nera (Cephalophorus nigrifrons), le zampe e gli zoccoli non sono in proporzione così lunghi. La coda folta è di colore nero nella parte superiore e bianca in quella inferiore, e peli bianchi appaiono anche alla sua estremità. Sulla testa compare una vistosa striscia nera o marrone scuro che va dal naso alla fronte, ma per il resto il colore di fondo si differenzia difficilmente da quello bruno-rossastro del dorso; il mento è biancastro. Le corna, come in tutti i cefalofi, sono presenti in entrambi i sessi e raggiungono una lunghezza compresa tra 8 e 9 cm.

### Caratteristiche del cranio
Il cranio è lungo in media 17,2 cm nei maschi e 18 cm nelle femmine. La dentatura è composta in totale da 32 denti con la seguente formula dentaria: {\displaystyle {\frac {0.0.3.3}{3.1.3.3}}}.

## Distribuzione e habitat
L'areale del cefalofo del Ruwenzori è limitato al massiccio montuoso omonimo nell'Uganda occidentale. Non ne è stata ancora confermata la presenza sui vulcani Virunga, dove è presente il cefalofo dalla fronte nera. Di norma questa specie vive in ambienti montani ad altitudini comprese tra 1300 e 4200 m e viene spesso avvistata appena sotto il limite delle nevi. Il suo habitat è costituito dalle foreste di Hagenia abyssinica e, a quote più basse, anche da comunità di piante di bambù. Vive prevalentemente in ambienti umidi ricoperti di carici o in zone di brughiera dove predominano specie dei generi Helichrysum, Alchemilla, Lobelia e Dendrosenecio. Occasionalmente lo si vede anche nei prati intervallati da erica e sui pendii rocciosi.

## Biologia
Le abitudini del cefalofo del Ruwenzori sono praticamente sconosciute. Essendo uno dei pochi grandi mammiferi di montagna dell'Africa, è adattato ad altitudini estremamente elevate e quindi tollera temperature notturne molto basse, un'insolazione intensa e un clima estremamente umido. Ciò lo rende paragonabile ad altri specialisti dell'alta montagna come il goral grigio (Naemorhedus goral) o il camoscio (Rupicapra rupicapra). Tuttavia, a causa delle zampe e degli zoccoli meno lunghi, la specie non è così adattata ai terreni umidi come il cefalofo dalla fronte nera. Questi animali sono attivi principalmente durante il giorno, ma è possibile vederli anche di notte quando ci sono condizioni meteorologiche sfavorevoli come la pioggia. È pertanto possibile che il periodo di attività dipenda strettamente dalla stagione. Di solito si spingono in aree aperte come i prati durante il crepuscolo. Di regola, il cefalofo del Ruwenzori conduce un'esistenza solitaria e territoriale. Per quanto riguarda la dieta, è probabilmente più simile a quella dei cefalofi dalla fronte nera che vivono nelle zone più elevate dei vulcani Virunga che a quelli delle pianure occidentali. Come per questi, la parte principale del menu è costituita da foglie, erbe e licheni, data la maggiore scarsità della frutta. Del comportamento riproduttivo non sappiamo nulla.

## Tassonomia
Il cefalofo del Ruwenzori è una specie appartenente al genere Cephalophorus della famiglia dei Bovidi (Bovidae). All'interno dei Bovidi, Cephalophorus è collocato nella tribù dei cefalofi (Cephalophini), che comprende altri cinque generi. I cefalofi comprendono per lo più specie di taglia medio-piccola e di corporatura compatta, endemici dell'Africa. Ad eccezione della silvicapra (Sylvicapra grimmia), che popola ambienti di savana, sono animali prevalentemente adattati agli habitat forestali.
Il cefalofo del Ruwenzori venne descritto per la prima volta da Oldfield Thomas nel 1901 a partire da un individuo privo della testa. L'esemplare proveniva dal «distretto del Ruwenzori» ed era stato acquistato dalla gente del posto da Henry Hamilton Johnston durante una spedizione nella regione l'anno precedente. L'area è considerata la località tipo della specie che Thomas battezzò Cephalophus rubidus; lo studioso riconobbe una stretta parentela con il cefalofo dalla fronte nera, ma notò anche chiare differenze nel mantello più spesso e lanoso e nella colorazione più scura.
Cephalophus è stato considerato un genere «pigliatutto» per la maggior parte delle specie di piccoli cefalofi, soprattutto nei secoli XIX e XX, e con il tempo crebbe fino a diventare un gruppo piuttosto ricco di specie, fino a quando uno studio di genetica molecolare del 2001 rivelò l'esistenza di tre linee evolutive distinte all'interno del genere: i cefalofi giganti, come il cefalofo di Jentink e il cefalofo dorsale, i cefalofi rossi dell'Africa occidentale, come il cefalofo di Peters e il cefalofo di Ogilby, e i cefalofi rossi dell'Africa orientale, come il cefalofo rosso e il cefalofo di Harvey. Questa divisione del genere Cephalophus venne confermata in linea di principio da uno studio successivo pubblicato nel 2012. Lo studio dimostrò anche che la scissione dei cefalofi rossi dell'Africa orientale ebbe inizio tra il Pliocene e il Pleistocene, tra 2,4 e 1,2 milioni di anni fa. Tuttavia, come ulteriore risultato degli studi genetici, Sylvicapra risultò essere un gruppo fratello dei cefalofi giganti, indicando quindi che il genere Cephalophus doveva considerarsi parafiletico. Si rivelò quindi necessario separare da Cephalophus i cefalofi rossi, per i quali nel 2012 Alexandre Hassanin propose il nome generico Cephalophorus, separazione che è stata attuata nel 2022 da un team di scienziati guidato da Eva V. Bärmann.
Nel corso del XX secolo, per le sue caratteristiche esteriori, il cefalofo del Ruwenzori è stato spesso trattato come sottospecie del cefalofo dalla fronte nera o, in alcuni casi, del cefalofo rosso, ma in entrambi i casi si sarebbe trattato di una specie appartenente al gruppo dei cefalofi rossi dell'Africa orientale. Tuttavia, alcuni studiosi avevano già ipotizzato che si trattasse di una specie separata, che differiva dal cefalofo dalla fronte nera per la colorazione più scura, il sottopelo bianco e le zampe lunghe meno pronunciate, e che potrebbe essere stata spinta verso le zone più elevate dei monti Ruwenzori dall'arrivo del cefalofo dalla fronte nera. Il già citato studio genetico del 2001, contrariamente a questa opinione, ha però dimostrato che il cefalofo del Ruwenzori non è strettamente imparentato con i cefalofi dell'Africa orientale, ma con quelli dell'Africa occidentale. Di conseguenza, gli autori dello studio raccomandarono di riconoscerlo come specie indipendente. Poiché il materiale esaminato consisteva in un solo dente proveniente dal Museo di storia naturale di Stoccolma, alcuni studiosi hanno sospettato che il reperto fosse stato identificato erroneamente. Nella loro revisione generale dei Bovidi del 2011, Colin Peter Groves e Peter Grubb hanno elevato il cefalofo del Ruwenzori allo status di specie a sé stante. Per quanto riguarda la possibile parentela genetica con i cefalofi rossi dell'Africa occidentale, i due studiosi annotano: «questo è un risultato così sorprendente che bisogna certamente chiedersi se l'esemplare da cui [i ricercatori] hanno ottenuto il loro campione fosse effettivamente C. rubidus». Ulteriori studi genetici hanno però confermato i risultati precedenti e attualmente gli studiosi ipotizzano che il cefalofo del Ruwenzori sia strettamente imparentato con il cefalofo nero.

## Conservazione
Tra gli anni '60 e '90 il cefalofo del Ruwenzori è stato soggetto a un'elevata pressione venatoria, soprattutto da parte dei Bakonjo delle regioni circostanti. Il problema è stato mitigato dall'istituzione del parco nazionale del Ruwenzori nel 1991. Oggi potrebbero essere rimaste solo poche migliaia di esemplari, per lo più confinati nel parco nazionale. La sopravvivenza della specie dipende quindi dall'efficacia delle misure di protezione attuate in questa zona. La IUCN classifica il cefalofo del Ruwenzori come «specie in pericolo» (Endangered).